# Brani Kulon
Brani Kulon is een bestuurslaag in het regentschap Probolinggo van de provincie Oost-Java, Indonesië. Brani Kulon telt 3346 inwoners (volkstelling 2010).